# Варошица
Варошица је српски назив за насеље градског вида које се налази на граници између града и села. Златно време битисања варошица је време од 1850. до 1914. године.
Појам варошице јавио се у Кнежевини Србији у 19. веку, да би се Законом о местима из 1866. године и увео у званичну употребу.

## Порекло назива
Реч варошица изведена је од речи варош (тј. њен је деминутив или умањеница), која је мађарског порекла и у дословном преводу значи „град” (мађ. város).

## Појам варошице
Основна мерила за утврђење појма варошице јесу:
1. улога у мрежи насеља > варошица је имала улогу да повезује оближња села у непосредном окружењу са градовима (варошима) као ступњем изнад;
2. број становника > варошице су, за разлику од  градова (вароши), биле мања насеља, неретко мања и од већих села у окружењу;
3. густина насељености > варошице су, слично градовима (варошима), биле густо насељене и изграђене, што их одваја од околних села, која су била ређе насељена и изграђена;
4. правни положај > варошице су законски (указом) добијале звање, које је било везано за право на вашар („панађур“). Због тога су многа већа и боље положена села тежила овом звању;
5. начин живота > варошице су, слично градовима (варошима), биле пре свега места са значајним привредним и саобраћајним погодностима, из чега су имале „урбанији“ начин живота, иако далеко у односу на сличне примере у Европи.

## Историјат
Појам варошице јавља се у Кнежевини Србији на почетку 19. века. После  1815. године, тј. после смиривања прилика иза два устанка, тадашња Србија наследила је тзв. „отоманску мрежу“ насеља, где су као насеља између села и града битисале паланке и касабе.
Хатишерифом из 1833. године наложено је рушење свих турских утврђења осим оних у градовима. Како су паланке биле везане за утврђења, многе од њих су пропале. Ово је било снажан подстрек за развој варошица, а поједине паланке са добром привредном основом постепено се прикључују списку варошица.
Неколико деценија оснивање варошица је било спонтано, указима од „од случаја до случаја“, да би 1866. године њихов правни положај био утврђен Законом о местима. У ово време тежило се да варошице буду и средишта срезова (општина), али ово није било увек случај, тј. број срезова је био већи, па су постојали тзв. „сеоски срезови“ са селима као управним седиштима. У другој половини 19. века појединачним указима нагло се повећава број варошица, па се тада јављају и варошице без положаја седишта среза.
Крајем 19. и почетком 20. века варошице се нагло развијају и добијају на броју становника. Пред Први светски рат у тадашњој Краљевини Србији је званично постојала 61 варошица. 
Током 20. века појам варошице и даље се користи, мада се више не уноси у законске акте.

## Сеоска варошица
Сеоском варошицом назива се насеље које је у почетном ступњу варошице, тј. омање трговиште  за пар оближњих села.

## Варошице данас
Данас се реч варошица најчешће спомиње код појаве „упарених насеља". Испод су дати примери:
Реч варошица данас може означавати следећа појединачна насеља:
- Гуча (варошица), као градско насеље у оквиру општине Лучани, Србија,
- Лапово (варошица), као градско насеље и седиште истоимене општине Лапово, Србија,
- Лучани (варошица), као градско насеље и седиште истоимене општине Лучани, Србија,
- Мионица (варошица), као градско насеље и седиште истоимене општине Мионица, Србија,
- Осечина (варошица), као градско насеље и седиште истоимене општине Осечина, Србија,
- Топола (варошица), као градско насеље и седиште истоимене општине Топола, Србија.

Сва наведена насеља имају уз себе и „села-парњаке“ са истим називом.